# Håvard Jørgensen
Håvard Jørgensen, poznatiji kao Lemarchand (Oslo, Norveška, 26. rujna 1975.), norveški je black metal-glazbenik, gitarist i pjevač. Najpoznatiji je kao glazbenik sastava Ulver i Satyricon.

## Životopis
Jørgensen je bio jedan od izvornog članova skupine Satyricon kada se sastav zvao Eczema i svirao je death metal. Godine 1991. sastav je promijenio ime u Satyricon i 1992. objavio svoj prvi demoalbum All Evil. Nakon drugog demoalbuma The Forest Is My Throne, Satyr je izbacio Jørgensena iz grupe. 
Kad je Haavard bio izbačen iz Satyricona pridružio se sastavu Ulver gdje je bio jedan od glavnih skladatelja. Napustio je Ulver 1998., ali je gostovao na njegovim naknadnim albumima.
Osim metala, Jørgensen je također svirao druge glazbene žanrove. Kao gost svirao je na albumu Murder Nature projekta Head Control System, gdje pjeva Garm iz Ulvera. Također je svirao sa sastavima kao što su Akki & Hojo, C-Systems i InPublik.
Godine 2022. objavio je svoj samostalni album Haavard u stilu folk glazbe.

## Diskografija
Satyricon
- All Evil (1992.)
- The Forest Is My Throne (1993.)
- Dark Medieval Times (1993.)

Ulver
- Vargnatt (1993.)
- Mysticum / Ulver (1994.)
- Bergtatt – Et Eeventyr i 5 Capitler (1995.)
- Kveldssanger (1996.)
- Nattens Madrigal – Aatte Hymne til Ulven i Manden (1997.)
- Themes from William Blake's The Marriage of Heaven and Hell (1998.)

Kao gost
- Ulver – Metamorphosis (1999.)
- Ulver – Perdition City (2000.)
- Ulver – Blood Inside (2005.)
- Myrkur – M (2015.)
- Ulver – The Assassination of Julius Caesar (2017.)